# Hulk (jeu vidéo)
Pour les articles homonymes, voir Hulk (homonymie).
Hulk est un jeu vidéo de type beat them all développé par Radical Entertainment et édité par Vivendi Games en 2003 sur toutes les consoles de jeux vidéo 128 bits (excepté la Dreamcast) et également sur Windows.
Parallèlement, une version exclusive sur Game Boy Advance, du fait de son format portable, a été développée par Pocket Studios sous le titre The Incredible Hulk.
Il s'agit d'un dérivé du film du même nom sorti en salle en 2003.

## Synopsis
Ce jeu se base sur l'histoire du film d'Ang Lee, sur le monstre qui devient vert quand sa patience prend des vacances... Dans ce jeu le joueur dirige Bruce Banner (alias Hulk) qui devra se la jouer infiltration mais néanmoins lorsqu'il s'énerve, il deviendra Hulk et pourra alors tout démolir sur son passage.
Après un an de cavale (le jeu fait suite aux événements du film de Ang Lee), Banner est contacté par son ancien mentor, le Dr Crawford qui dit avoir trouvé un moyen de le débarrasser de Hulk, une Orbe Gamma qui absorberait toute l'énergie gamma de Hulk et soignerait Banner. Bien que méfiant, Bruce se rend au laboratoire de Crawford et utilise l'orbe qui absorbe une partie de l'énergie de Hulk (sans débarrasser Banner de Hulk); mais Crawford le trahit et s'expose à l'énergie de Hulk pour muter en sa propre forme gamma, Ravage. Ravage s'empare de l'Orbe Gamma chargée à bloc de l'énergie de Hulk et l'emmène sur l'île d'Alcatraz. Hulk se rend là-bas et sauve Betty Ross qui lui apprend qu'un être nommé, Le Leader, se sert de l'énergie volée à Hulk pour créer une armée de créatures gamma sous ses ordres. Mais avant de pouvoir s'en occuper, Hulk doit amener Betty irradiée à la base Gamma pour la soigner mais Hulk se fait alors capturer par le général Ryker qui veut l'étudier et le disséquer. Après s'être échappé grâce à Betty, Hulk retourne à Alcatraz et retrouve Ravage et le Leader au moment où ce dernier utilise un téléporteur pour se rendre à sa base, Freehold, avec l'Orbe. Après avoir vaincu Ravage et l'avoir ramené à sa forme humaine, Banner utilise le téléporteur pour suivre le Leader. Sur place, ce dernier piège Hulk et se sert de l'Orbe pour le vider de toute son énergie et le ramenant à sa forme de Banner sans qu'il puisse se retransformer. Néanmoins, Banner récupère l'Orbe et réabsorbe l'énergie s'y trouvant et se retransforme en Hulk. Le colosse de jade réussit à battre le Leader (qui parvient toutefois à s'enfuir alors que la base s'effondre) et à détruire l'Orbe.